# Klaus-Heinrich Standke

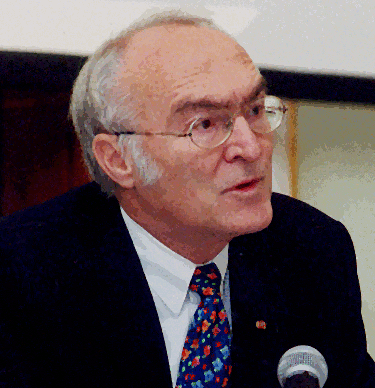
Klaus-Heinrich Standke (2004)

Klaus-Heinrich Standke (* 3. Juli 1935 in Remscheid) ist ein deutscher Wirtschaftswissenschaftler und internationaler Wissenschaftspolitiker in internationalen Regierungsorganisationen (OECD & EIRMA, Paris; Vereinte Nationen, New York; UNESCO, Paris). Nach der Wiedervereinigung Deutschlands Rückkehr nach Berlin als Gründungspräsident der OstWestWirtschaftsAkademie (OWWA). Er ist ehrenamtlicher Gründungspräsident des Komitees zur Förderung der deutsch-französisch-polnischen Zusammenarbeit e.V. (Weimarer Dreieck).

## Leben
Standke wurde im Alter von 16 Jahren Lehrling bei den Stahlwerken Röchling-Buderus AG in Wetzlar. Nach Stationen in Unternehmen der Stahl- und Elektroindustrie in Essen, London und Paris legte er im Jahr 1960 vor einer vom Hessischen Wissenschaftsministerium bestellten Kommission am Goethe-Gymnasium Frankfurt das sog. Begabtenabitur (Prüfung zur Zulassung zum Hochschulstudium ohne Reifeprüfung) ab. Hiernach folgte ein Wirtschaftswissenschaftliches Studium an der Technischen Universität Berlin unterbrochen von einem Studium der Literaturwissenschaften an der Université de Paris à la Sorbonne. 1964 bestand er die Prüfung zum Diplom-Kaufmann mit einer Arbeit über die Amerikanische Investitionspolitik in der EWG. 1970 promovierte er von Paris aus zum Dr.rer.pol. mit einer Dissertation Industrielle Forschung und Entwicklung und internationale Wettbewerbsfähigkeit.
Von 1966 bis 1974 war er Mitarbeiter (Counsellor) in der Wissenschaftsdirektion der OECD, Paris. Von dieser Aufgabe war er von 1969 bis 1974 freigestellt als Generalsekretär der unter OECD-Schirmherrschaft gegründeten European Industrial Research Management Association (EIRMA), Paris, zu der rund 170 der forschungsintensivsten Industrieunternehmen Europas gehören. Nach dem Betritt der Bundesrepublik Deutschland zur UNO wurde er als erster Deutscher zum Direktor für Wissenschaft und Technologie bei den Vereinten Nationen, New York (1974–1980) berufen. In dieser Rolle wurde er – als bisher einziger Deutscher – mit der Vorbereitung einer UNO-Weltkonferenz betraut, der United Nations Conference for Science and Technology for Development (UNCSTD), Wien, 20.–31. August 1979 und dem ihr vorgeschalteten Weltwissenschaftsforum „Science, Technology and Society. Needs, Challenges and Limitations“, Wien, 13.–17. August 1979.
Von 1980 bis 1990 war er Leitender Direktor im Wissenschaftssektor der UNESCO, Paris und zuletzt, bis 1999, im Range eines Beigeordneten Generaldirektors ehrenamtlicher Sonderberater des UNESCO Generaldirektors. Von 1990 bis 1995 war er Gründungspräsident der OstWestWirtschaftsAkademie (OWWA), Berlin, einer Gemeinschaftsgründung der Industrie- und Handelskammer zu Berlin, des BDI und des DIHT sowie von rund 70 deutschen Industrieunternehmen, Banken und Beratungsfirmen. Nach seinem Eintreten in den Ruhestand wurde er 1995 zum Honorarprofessor an der Wirtschaftsuniversität Posen berufen. Er nahm ferner Lehraufträge an der Ecole des Hautes Etudes Commerciales (HEC), Paris-Jouay-en-Josass sowie am Osteuropa-Institut der Freien Universität und an der Universität Potsdam wahr.
Seit 2002 ist er ehrenamtlicher Gründungspräsident des Komitees zur Förderung der deutsch-französisch-polnischen Zusammenarbeit e.V. (Weimarer Dreieck')
Klaus-Heinrich Standke ist seit 1989 in zweiter Ehe verheiratet. Aus erster Ehe stammen zwei Söhne.

## Forschung
Internationale Zusammenarbeit: Internationale Wettbewerbsfähigkeit, Transatlantische Beziehungen, Ost-West-Beziehungen, Nord-Süd-Zusammenarbeit, Europäische Integration insbesondere EU-Osterweiterung, deutsch-französische Beziehungen, Deutschland-Frankreich-Polen („Weimarer Dreieck“), Wissenschafts- und Technologiepolitik, Forschungs- und Innovationsmanagement, Standort Berlin: Ost-West-Kompetenz- bzw. Wissenschaftsstadt, Neue Bundesländer.
Standke ist Autor bzw. Ko-Autor sowie Herausgeber von wissenschaftlichen Veröffentlichungen und Autor von rund 200 Aufsätzen in Zeitschriften, Zeitungen, wissenschaftlichen Sammelwerken und elektronischen Medien zu Themen der internationalen Kooperation und der wissenschafts- und technologiepolitischen Zusammenarbeit.

## Veröffentlichungen (Auswahl)
- Amerikanische Investitionspolitik in der EWG, RKW, Frankfurt/M.1965
- Der Handel mit dem Osten. Die Wirtschaftsbeziehungen mit den Staatshandelsländern, Nomos, Baden-Baden 1968, 1972
- Gaps in Technology between Member States of the OECD: Sector Report on Pharmaceuticals, OECD, Paris 1968
- Gaps in Technology between Member States of the OECD: Sector Report on Plastics, OECD, Paris 1968
- Europäische Forschungspolitik im Wettbewerb (Dissertation) Nomos, Baden-Baden 1970
- Technology Assessment for Development, United Nations, New York 1979
- Science and Technology and Global Problems, United Nations and Pergamon Press, New York 1979
- Science, Technology and Society: Needs, Challenges and Limitations, United Nations and Pergamon Press, New  York 1979
- Science and Technology for the Future: A Fresh Look at International Co-operation, UNESCO, Paris 1989, 1990
- Science and Technology for the Future of Europe: New Forms of Co-operation between East and West, UNESCO, Venice 1991
- Science and Technology Policy in the Service of a Greater Europe, Campus, Frankfurt/M. 1994
- Internationale Zusammenarbeit im Größeren Europa, Berlin 1997
- EU- und NATO-Osterweiterung. Politische, wirtschaftliche und gesellschaftliche Konsequenzen für Deutschland, Polen und Tschechien, Berlin 1998
- Chancen der ostdeutschen mittelständischen Wirtschaft im internationalen Wettbewerb: Mittelstandspolitik-Exportstrategien und Innovationsfähigkeit, 1998
- Zur Ost-West-Kompetez Berlins - Versuch einer Diagnose, Berlin 1998
- Die Osterweiterung der EU - Der Stand der Dinge, Berlin 2000
- Die EXPO-2010 als Lösungsmechanismus für wichtige Fragen der Menschheit zu Beginn des neuen Jahrhunderts. Vorwort: Mikhail S. Gorbatschow, Moskau 2002
- The Impact of International Organisations on National Science and Technology Policy and on Global Governance, Potsdam 2003
- Wie aus Wissen Arbeit wird: Der Innovationsstandort Berlin (gemeinsam mit Manfred Ronzheimer), Berlin 2004
- Das Weimarer Dreieck in Europa: Die deutsch-französisch-polnische Zusammenarbeit. Entstehung-Potentiale-Perspektiven (Hrsg.),  Adam Marszalek Verlag, Thorn 2009

## Ehrungen
- 1989 Ehrenplakette "Leonardo Eulero", Academia Scientiarum USSR, Leningrad
- 1990 Ehrenmedaille, Universität Belgrad
- 1992 Verdienstkreuz Erster Klasse des Verdienstordens der Bundesrepublik Deutschland
- 1993 Ehrendoktorwürde der Wirtschaftsuniversität Posen
- 1994 Ehrendoktorwürde der Internationalen Universität Moskau
- 1995 Ehrenmitglied, The Georgian Academy of Business Science, Tiflis
- 1996 korrespondierendes Mitglied, Academia Ecologica Universalis (‘Akademie der 100’), Moskau
- 2003 o. Mitglied, Europäische Akademie der Wissenschaften und Künste, Salzburg
- 2007 Offizierskreuz des Verdienstordens der Republik Polen.
- 2009 John F.Kennedy National Leadership Award, Economic Forum Deutschland
- 2010 Président d'honneur, Mouvement Européen France, Section de Cabourg
- 2011 Ehrenmitglied, Rotary Club Berlin-Mickiewicz
- 2011 Eintrag in das Goldene Buch der Stadt Weimar
- 2012 Médaille commémorative Franco-Allemande, Observatoire des Relations Franco-Allemandes pour la Construction Européenne, Paris
- 2013 Médaille commémorative du Traité de l'Elysée 1963–2013, Union des Gaullistes de France, Paris
- 2013 Maria-Pawlowna-Medaille, Weimar
- 2013 Ehrenmitglied, Rotary Club, Cabourg
- 2013 Ritter im Orden  der Französischen Ehrenlegion
- 2013 Kommandeurskreuz des Verdienstordens der Republik Polen
- 2015 Paul Harris Fellow, Rotary International
- 2015 POLONUS-Preis für den deutsch-polnischen Dialog, Stettin
- 2018 Médaille du Mérite Franco-Allemand pour services rendues à la cause franco-allemande, Fédération des Associations Franco-Allemandes pour l'Europe (FAFA), Paris
- 2018 Ehrenkomitee '100 Jahre Wiedererlangung der Unabhängigkeit Polens', Polnische Botschaft, Berlin
- 2019 Médaille du Traité de l'Élysée. Observatoire des Relations Franco-Allemandes pour la Construction Européenne et Centre des Hautes Etudes Franco-Allemandes pour l'Europe, Paris.

## Derzeitige und frühere Mitgliedschaften in ehrenamtlichen Gremien (Auswahl)
- Gründungspräsident  des Komitees zur Förderung der deutsch-französisch-polnischen Zusammenarbeit e.V. („Weimarer Dreieck“)
- Gründungspräsident, Cercle Franco-Allemand Stéphane Hessel - Deutsch-Französischer Stéphane-Hessel-Kreis  i. G.
- Mitglied des Vorstandes, Deutsch-Französische Gesellschaft für Wissenschaft und Technologie e.V. (DFGWT/AFAST), Bonn/Paris
- Vorsitzender, Berliner Komitee für UNESCO-Arbeit e.V.Berlin
- Mitglied des Präsidiums, Deutsche Gesellschaft für die Vereinten Nationen e.V., Landesverband Berlin
- Mitglied des Stiftungsrates, Kulturstiftung Haus Europa e.V., Berlin
- Gründungsmitglied, Vereinigung Deutscher Bediensteter bei Internationalen Organisationen (VDBIO), Genf/New York
- Mitglied, Deutsche Gesellschaft für Auswärtige Politik e.V., Berlin
- Mitglied des Gesprächskreises Frankreich/Deutsch-französische Beziehungen der Deutschen Gesellschaft für Auswärtige Politik e.V., Berlin
- Mitglied des Gesprächskreises Polen/Deutsch-polnische Beziehungen der Deutschen Gesellschaft für  Auswärtige Politik e.V., Berlin
- Vorsitzender des Internationalen Beirates, Technology Partners Foundation, Warschau
- Member, United Nations Expert Group, Advance Technology Alert System (ATAS), New York
- Member, Advisory Council, International Study and Research Institute, New York
- Member of the  „President’s Council“, New York Academy of Sciences, New York
- Special Advisor to the Director-General of UNESCO, Paris
- Assoziiertes Mitglied, Deutsch-Amerikanisches Akademisches Konzil (DAAK)
- Special Advisor for Central and Eastern Europe, The Prince of Wales Business Leaders Forum, London
- Mitglied des wissenschaftlichen Beirates, The Black Sea University, Bukarest
- Mitglied des Stiftungsrates, Kulturstiftung Haus Europa, Berlin
- Mitglied, Rotary Club Berlin-Kurfürstendamm, fr. Rotary Club New York
- Mitglied, Deutsche Gesellschaft der Mitglieder der Französischen Ehrenlegion e.V., Berlin
- Mitglied, Centre des Hautes Études Franco-Allemandes pour la Construction Européenne, Paris
- Mitglied in der Deutschen Sektion des deutsch-französischen Länderausschusses von Rotary International
- Mitglied in der Deutschen Sektion des deutsch-polnischen Länderausschusses von Rotary International
- Mitglied der Gesellschaft der Freunde der Technischen Universität Berlin e.V.
- Mitglied des Beirats, Haus für die Vereinten Nationen e.V., Berlin
- Mitglied im Kuratorium, Maria-Pawlowna-Gesellschaft e.V., Weimar
- Mitglied; The Global Roundtable 'Building Tomorrow Together', Brüssel
- Mitglied, Friends of the OECD, Berlin
- Mitglied, UNECE Team of Specialists on Innovation and Competitiveness Policies, Geneva